# Psychotria smithiae
Psychotria smithiae là một loài thực vật có hoa trong họ Thiến thảo. Loài này được Geddes miêu tả khoa học đầu tiên năm 1932.